# بخش سلست-ارستن
بخش سلست-ارستن (به فرانسوی: Arrondissement de Sélestat-Erstein) یک بخش در فرانسه است که در با-رن واقع شده‌است.